# Ján Šturdík
Ján Šturdík (22. dubna 1930 Vlčkovce – 9. září 1990) byl slovenský fotbalový útočník.

## Hráčská kariéra
Začínal v TJ Vlčkovce. V československé lize hrál za Spartak Trnava. Nastoupil ve 173 ligových utkáních a dal 48 gólů.

### Prvoligová bilance
| Ročník                                     | Zápasy | Góly | Minuty | Klub             |
| ------------------------------------------ | ------ | ---- | ------ | ---------------- |
| Celostátní československé mistrovství 1950 | –      | 1    | –      | Kovosmalt Trnava |
| Mistrovství československé republiky 1952  | –      | 12   | –      | Kovosmalt Trnava |
| Přebor československé republiky 1955       | 1      | 0    | –      | Spartak Trnava   |
| 1. československá fotbalová liga 1956      | 22     | 4    | –      | Spartak Trnava   |
| 1. československá fotbalová liga 1957/58   | 28     | 7    | –      | Spartak Trnava   |
| 1. československá fotbalová liga 1958/59   | 16     | 2    | –      | Spartak Trnava   |
| 1. československá fotbalová liga 1959/60   | 24     | 10   | 2 093  | Spartak Trnava   |
| 1. československá fotbalová liga 1960/61   | 24     | 5    | 2 130  | Spartak Trnava   |
| 1. československá fotbalová liga 1961/62   | 26     | 7    | 2 204  | Spartak Trnava   |
| 1. československá fotbalová liga 1964/65   | 5      | 0    | 314    | Spartak Trnava   |
| CELKEM                                     | 173    | 48   | –      |                  |